# Пречистенська церква (Гродно)
Пречистенська церква  — давньоруська церква ХІІ століття, залишки якої були знайдені на території колишнього базиліанського монастиря в місті Гродно, нині Гродненської області Республіки Білорусь.
Належить до Гродненської школи зодчества.  

## Опис
На території колишнього базиліанського монастиря в 1980 р. були розкопані залишки стародавньої церкви (І. М. Чернявський). Стіни будівлі збереглися на висоту до 1 м; від західної стіни вцілів тільки фундамент.
Церква тринефна, шестистовпна. Підкупольний квадрат утворений не східними, а західними стовпами. Загальна довжина храму 19.1 м, ширина 12.7 м, товщина стін 1.08-1.1 м, азимут 80 °. Центральна апсида має як зовні, так і всередині прямокутну форму. Бічні східні членування також прямокутні. Стовпи квадратні, зі скошеними кутами. На внутрішніх стінах їм відповідають плоскі лопатки. Зовнішні лопатки теж плоскі. У центральній апсиді збереглися цегляні основи престолу і крісла горнього місця.
Будівля складена з цегли в рівношаровій техніці на розчині з цем'янкою. Розмір цегли 28х16 см при товщині 4 см. На торцях цегли трапляються знаки. Знайдені також лекальні цеглини. У зовнішню поверхню стін були вкладені великі камені різного кольору з однією зашліфованою поверхнею. Кілька таких каменів збереглося внизу південної стіни і південної частини апсиди. Багато подібних каменів знайдено в розвалі. Судячи з полив'яних плиток, що мають форму, яка збігається з плитками Нижньої і Каложської церков, вгорі стін крім каменів розташовувалися хрести, викладені з плиток. Крім того, зустрічається значна кількість різних квадратних і фігурних плиток від підлоги. Ділянка підлоги з квадратних плиток виявлена в непотривоженому стані. Підлога була покладена на тонкому шарі вапняного розчину, нижче знаходився прошарок дрібних каменів, а під ним - шар піску.
Фундамент храму складний насухо з дрібних каменів і має глибину близько 50 см. Він лежить на культурному шарі. Над фундаментом - вимостка з двох рядів цегли на розчині. У розвалі знайдені уламки голосників (посудини місцевого виробництва) і шматки свинцю, які оплавилися. Слідів фресок і штукатурки не виявлено.
У XV ст. церква була укріплена брусковою цеглою, і в ній зроблені численні склепи.
За документами XVI ст., церква називалася Пречистенською. На початку XVIII ст. поруч із зруйнованим храмом була побудована нині існуюча церква Різдва Богородиці.

## Галерея

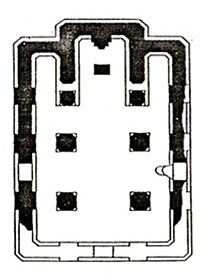
План Пречистенської церкви
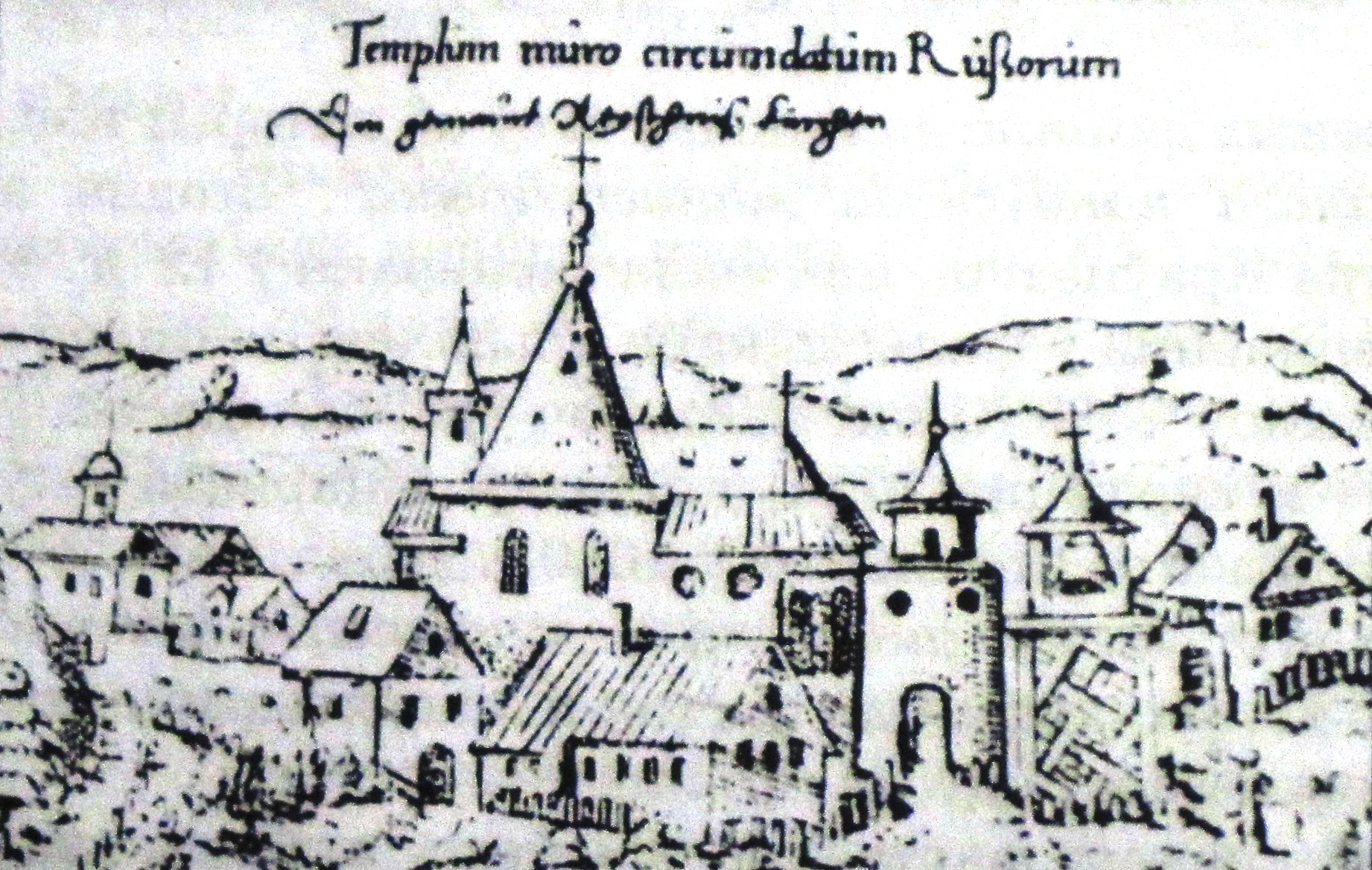
Пречистенська церква на гравюрі Цюнта